# Beatrix van Montfort
Beatrix van Montfort (circa 1248/1249 - 9 maart 1312) was van 1249 tot aan haar dood gravin van Montfort. Via haar huwelijk was ze eveneens gravin van Dreux.

## Levensloop
Beatrix was de dochter van graaf Jan I van Montfort en Johanna van Châteaudun, dochter van burggraaf Godfried VI van Châteaudun. Na de dood van haar vader in 1249 werd Beatrix gravin van Montfort.
In 1260 huwde ze op ongeveer elfjarige leeftijd met graaf Robert IV van Dreux, die door dit huwelijk de titel van graaf van Montfort kreeg. Robert IV en Beatrix kregen zes kinderen:
- Maria (circa 1261/1262-1276), huwde in 1275 met Mathieu van Montmorency
- Yolande (1263-1322), gravin van Montfort, huwde in 1285 met koning Alexander III van Schotland en in 1294 met hertog Arthur II van Bretagne
- Jan II (1265-1309), graaf van Dreux
- Johanna, gravin van Braine, huwde met graaf Jan IV van Roucy en in 1304 met heer van Puisaye Jan van Bar
- Beatrix (1270-1328), abdis van Pont-Royal
- Robert, heer van Château-du-Loire

In 1312 stierf Beatrix op 63-jarige leeftijd. Ze werd bijgezet in de Abdij van Haute-Bruyère.